# جان هیوم
جان هیوم (انگلیسی: John Hume؛ زاده ۱۸ ژانویهٔ ۱۹۳۷ – درگذشته ۳ اوت ۲۰۲۰) یک سیاست‌مدار سابق ایرلندی از دری، ایرلند شمالی بود. او عضو مؤسس حزب سوسیال دموکرات و کارگر بود و همزمان با دیوید تریمبل جایزه صلح نوبل سال ۱۹۹۸ را دریافت کرد.